# Kąty (gmina w województwie białostockim)
Kąty – dawna gmina wiejska istniejąca do 1934 roku w woj. białostockim. Nazwa wsi pochodzi od wsi Kąty, jednak siedzibą władz gminy było Hornowo.
W okresie międzywojennym gmina Kąty należała do powiatu bielskiego w woj. białostockim. Według Powszechnego Spisu Ludności z 1921 roku gminę zamieszkiwało 3.597 osób, wśród których 2.650 było wyznania rzymskokatolickiego, 877 prawosławnego, 2 ewangelickiego a 67 mojżeszowego. Jednocześnie 3.126 mieszkańców zadeklarowało polską przynależność narodową, 434 białoruską, a 37 żydowską. Było tu 627 budynków mieszkalnych.
1 października 1931 roku do gminy Kąty przyłączono część obszaru gminy Grodzisk (Brzeziny-Janowięta, Brzeziny-Niedźwiadki, Piotrowo-Trojany, Wojeniec i Zaręby).
Gminę zniesiono z dniem 1 października 1934 roku, a z jej obszaru utworzono nową gminę Boćki; część obszaru zniesionej gminy włączono także do gmin Grodzisk, Siemiatycze i Milejczyce.